# Джимета
Джимета (англ. Jimeta) — город на востоке Нигерии, на территории штата Адамава.

## Географическое положение
Город находится в восточной части штата, на левом берегу реки Бенуэ. Абсолютная высота — 135 метров над уровнем моря.
Джимета расположена на расстоянии приблизительно 3 километров к северуу от Йолы, административного центра штата и на расстоянии 537 километров к востоку от Абуджи, столицы страны.

## История
В период с 1935 по 1955 годы город был объединён с близлежащим городом Йола, для которой Джимета играла роль речного порта.

## Население
По данным переписи 1991 года численность населения Джиметы составляла 141 724 человек.
Динамика численности населения города по годам:
| 1991    | 2012    |
| ------- | ------- |
| 141 724 | 286 001 |

## Транспорт
В западной части города расположен аэропорт Йола (ICAO: DNYO, IATA: YOL).